# Julio Verne ATV
Julio Verne ATV ou Veículo de Transferência Automatizado 001 (em inglês: Automated Transfer Vehicle 001) ou ATV-001, foi uma nave espacial de carga robótica lançada pela Agência Espacial Europeia (ESA). O ATV recebeu o nome do autor de ficção científica francês do século XIX Júlio Verne. Foi lançado em 9 de março de 2008 em uma missão para abastecer a Estação Espacial Internacional (ISS) com propelente, água, ar e carga seca. Júlio Verne foi o primeiro de cinco ATVs a serem lançados.

## História
Por ser o primeiro ATV a ser lançado, Júlio Verne passou por três semanas de testes orbitais antes de iniciar seu encontro final com a ISS. A espaçonave atracou na ISS em 3 de abril de 2008 para entregar sua carga. Em 25 de abril de 2008, Júlio Verne usou seus propulsores para impulsionar a estação para uma órbita mais alta. Depois de passar pouco mais de cinco meses ancorado na estação, Júlio Verne desembarcou em 5 de setembro de 2008 e fez uma reentrada destrutiva sobre o Oceano Pacífico em 29 de setembro.

## Fim da missão
Em 5 de setembro de 2008, Júlio Verne desembarcou e manobrou para uma posição orbital 5 km abaixo da ISS. Permaneceu nessa órbita até a noite de 29 de setembro. Às 10h00min27 UTC, Júlio Verne iniciou sua primeira queima de órbita de 6 minutos, seguida por uma segunda queima de 15 minutos às 12h58min18 UTC. Às 13h31 UTC, Júlio Verne reentrou na atmosfera a uma altitude de 120 km (75 mi), e então completou sua reentrada destrutiva conforme planejado nos 12 minutos seguintes, depositando detritos no Oceano Pacífico Sul sudoeste do Taiti em uma reentrada e separação particularmente bem documentadas.

## Missões ATV
| Designação | Nome             | Data de lançamento      | Data de ancoragem da ISS | Data de saída de órbita | Fontes |
| ---------- | ---------------- | ----------------------- | ------------------------ | ----------------------- | ------ |
| ATV-1      | Julio Verne      | 9 de março de 2008      | 3 de abril de 2008       | 29 de setembro de 2008  | [ 7 ]  |
| ATV-2      | Johannes Kepler  | 16 de fevereiro de 2011 | 24 de fevereiro de 2011  | 21 de julho de 2011     | [ 8 ]  |
| ATV-3      | Eduardo Amaldi   | 23 de março de 2012     | 28 de março de 2012      | 3 de outubro de 2012    | [ 9 ]  |
| ATV-4      | Albert Einstein  | 5 de junho de 2013      | 15 de junho de 2013      | 2 de novembro de 2013   | [ 10 ] |
| ATV-5      | Georges Lemaître | 29 de julho de 2014     | 12 de agosto de 2014     | 15 de fevereiro de 2015 | [ 11 ] |